# Massimo Dallamano
Massimo Dallamano (* 17. April 1917 in Mailand; † 4. November 1976 in Rom) war ein italienischer Kameramann und Regisseur, der unter anderem den als Edgar-Wallace-Film beworbenen Das Geheimnis der grünen Stecknadel von 1972 drehte.

## Leben
Dallamano besuchte 1940 bis 1942 das Centro Sperimentale di Cinematografia und arbeitete dann zunächst als Kameramann für Kurz- und Dokumentarfilme. 1945 wandte er sich dem Kinofilm zu und fotografierte zahlreiche Abenteuer- und Historienfilme sowie die Italowestern-Klassiker Für eine Handvoll Dollar (1964) und Für ein paar Dollar mehr (1965). 1967 wechselte er mit dem Western Bandidos zur Regie. Dort gelangen ihm handwerklich hervorragende Filme, die ihre Geschichten in jeweils populären Genres erzählten. Dallamano, der oft als Max Dillman in den Stabangaben stand, starb bei einem Autounfall.

## Filmografie

### Kamera (Auswahl)
- 1946: Inquietudine
- 1948: Giudicatemi!
- 1952: Genoveva (La leggenda di Genoveffa)
- 1953: Die Sklavin von Venedig (I piombi di Venezia)
- 1954: Die Rache der schwarzen Maske (Le avventure di Cartouche)
- 1954: Die Tempelwürger von Bangkok (I misteri della giungla nera)
- 1959: Herodes – Blut über Jerusalem (Erode il grande)
- 1960: Aufstand der Tscherkessen (I cosacchi)
- 1960: Der Meistergauner (Il mattatore)
- 1961: Amerika bei Nacht (America di notte)
- 1961: Konstantin der Große (Costantino il grande)
- 1961: Nofretete – Königin vom Nil (Nefertite, regina del Nilo)
- 1962: Die Kosaken kommen (Le fils de Tarass Boulba)
- 1962: Pontius Pilatus – der Statthalter des Grauens (Ponzio Pilato)
- 1963: Drei gegen Sacramento (Gringo)
- 1963: Los Tarantos
- 1964: Das war Buffalo Bill (Buffalo Bill, l'eroe del far west)
- 1964: Für eine Handvoll Dollar (Per un pugno di dollari)
- 1965: Für ein paar Dollar mehr (Per qualche dollaro in più)
- 1966: Der Dieb der Mona Lisa (Il ladro della Gioconda)

### Regie
- 1959: Magisches Land (Tierra mágica) (Dokumentarfilm)
- 1967: Bandidos
- 1968: Das Geheimnis der jungen Witwe (La morte non ha sesso)
- 1969: Venus im Pelz (Le malizie di Venere)
- 1970: Das Bildnis des Dorian Gray (Il dio chiamato Dorian)
- 1972: Das Geheimnis der grünen Stecknadel (Cosa avete fatto a Solange?)
- 1973: Si può essere più bastardi dell'ispettore Cliff?
- 1974: Der Tod trägt schwarzes Leder (La polizia chiede aiuto)
- 1974: Innocenza e turbamento
- 1975: Il medaglione insanguinato
- 1976: Annie Belle – Zur Liebe geboren (La fine dell'innocenza)
- 1976: Kaliber 38 – Genau zwischen die Augen (Quelli della calibro 38)